# Prealpi Giulie
Le Prealpi Giulie sono un insieme di rilievi montuosi che interessano l'Italia e la Slovenia, situati a cavallo del confine tra la regione italiana del Friuli-Venezia Giulia e la regione slovena del Goriziano. Confinano con le Alpi Giulie a nord e si estendono dalle Prealpi Carniche fino al Carso goriziano rientrando nella parte italiana nella provincia di Udine; una parte del territorio è compreso nel Parco Naturale delle Prealpi Giulie.
Secondo le definizioni della SOIUSA, sono una sottosezione delle Alpi e Prealpi Giulie; secondo la Partizione delle Alpi, invece, sono un gruppo delle Prealpi Trivenete (gruppo 21f). Secondo la suddivisione didattica tradizionale delle Alpi italiane, infine, sono un settore autonomo delle Prealpi o, a volte, un gruppo delle Prealpi Venete.

## Geografia

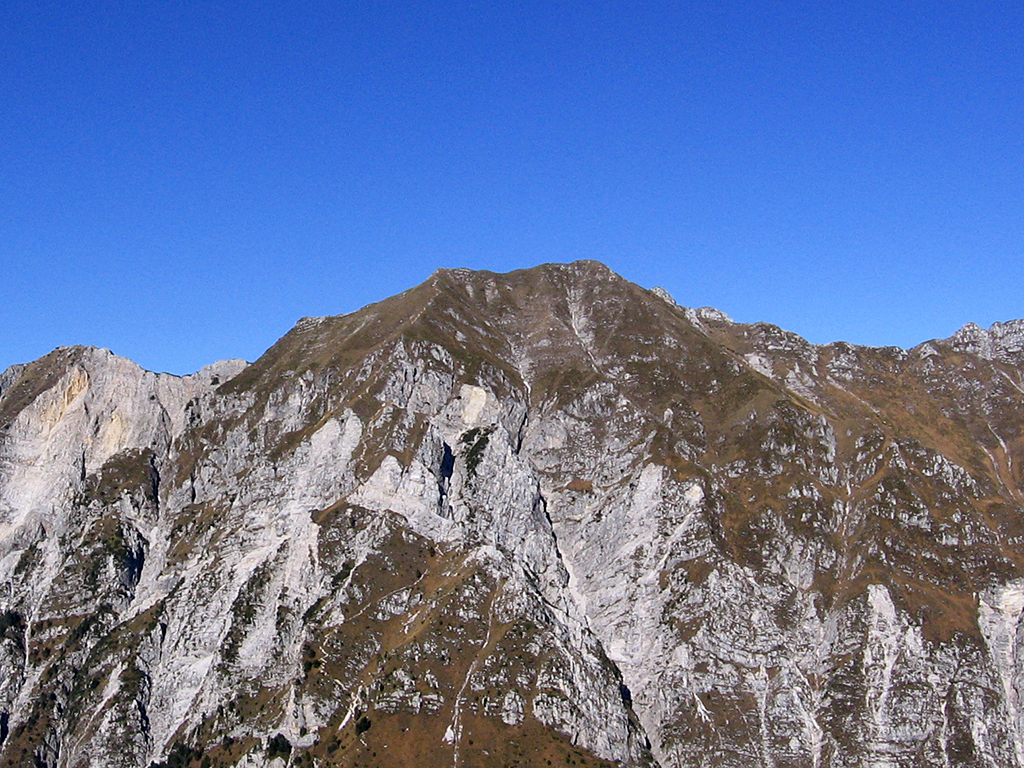
Monte Chiampon

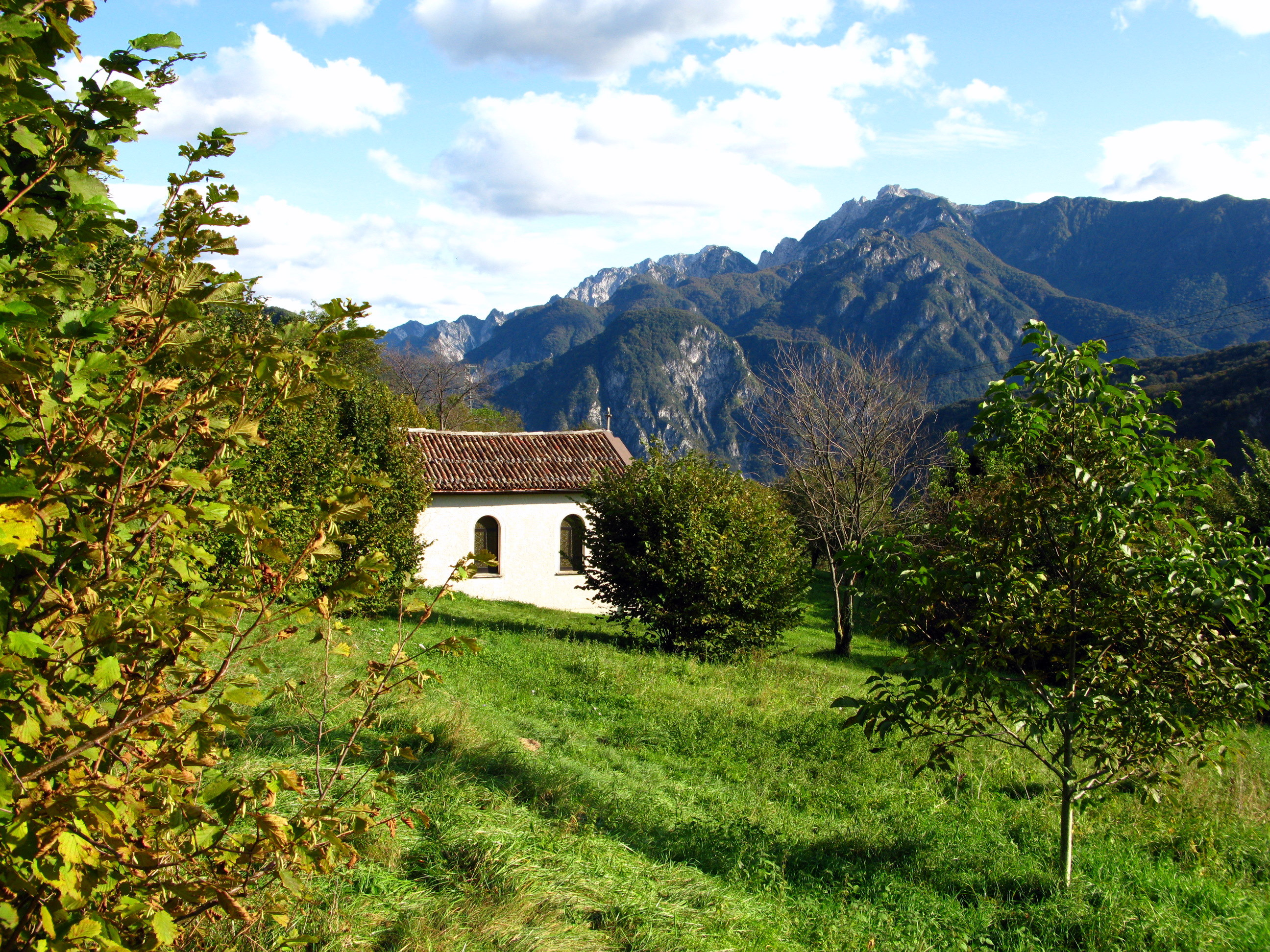
Monte Plauris

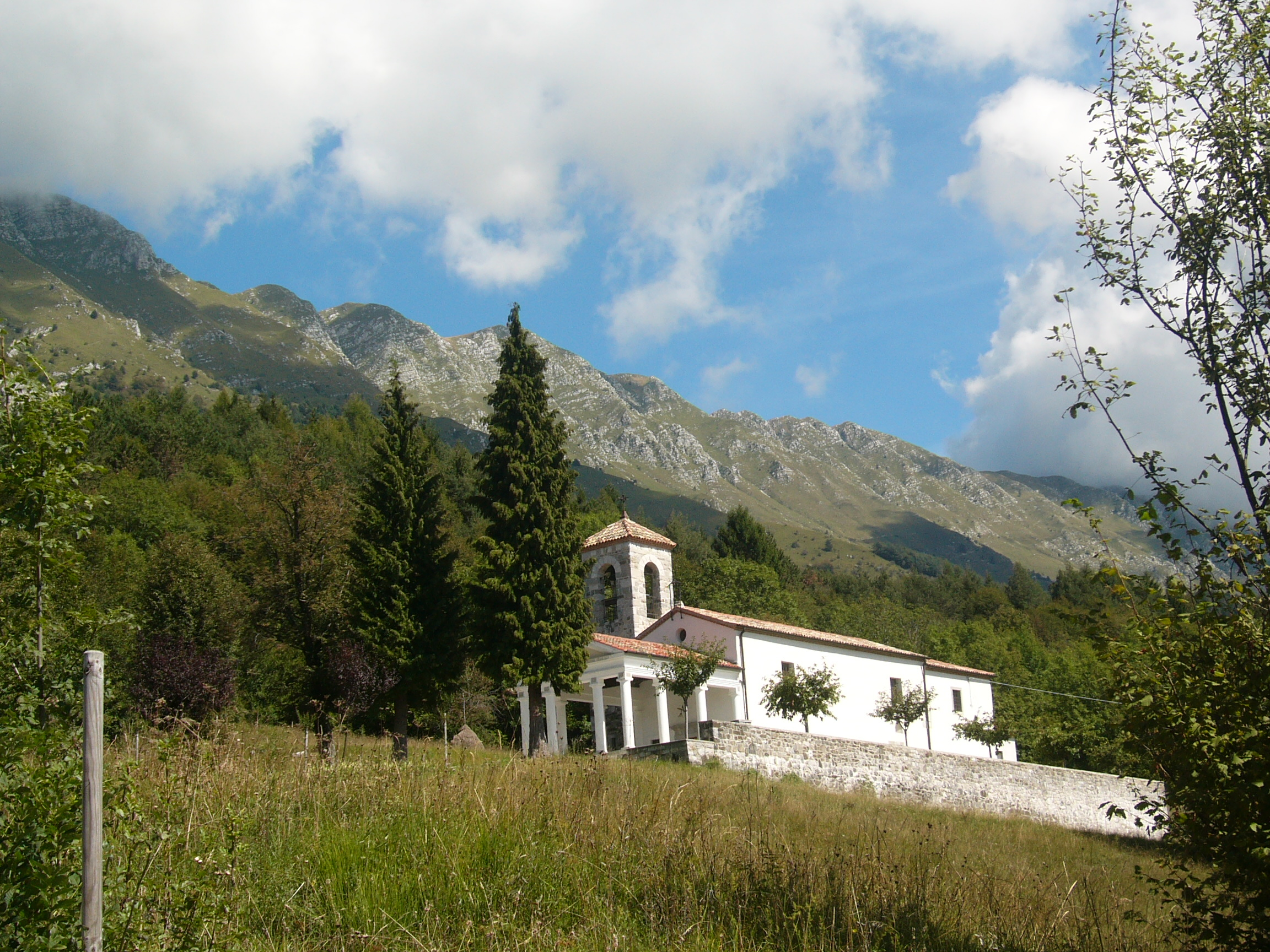
La chiesa della Santissima Trinità a Monteaperta, sotto la catena del Gran Monte

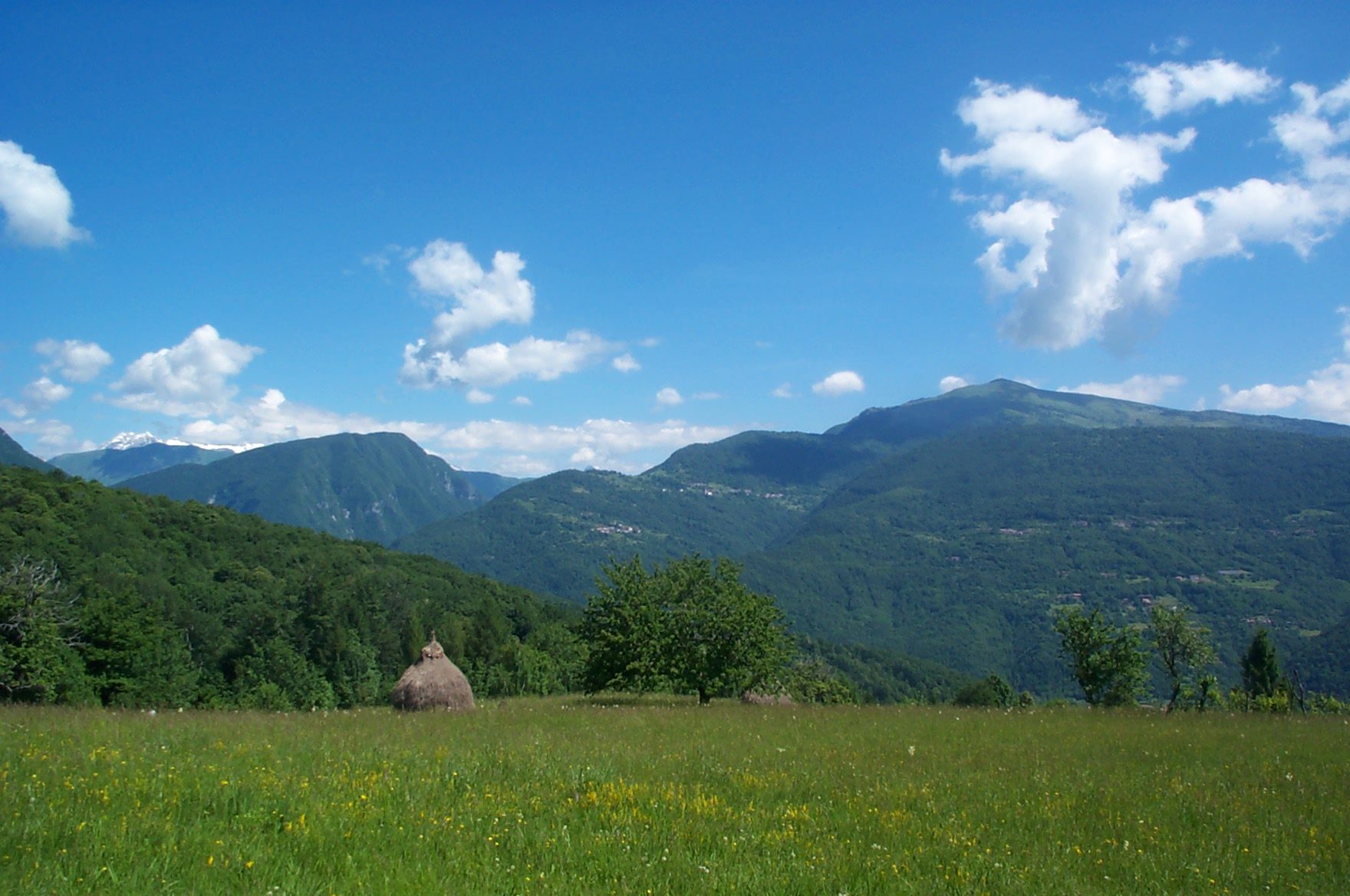
Panorama dei monti Mia e Matajur

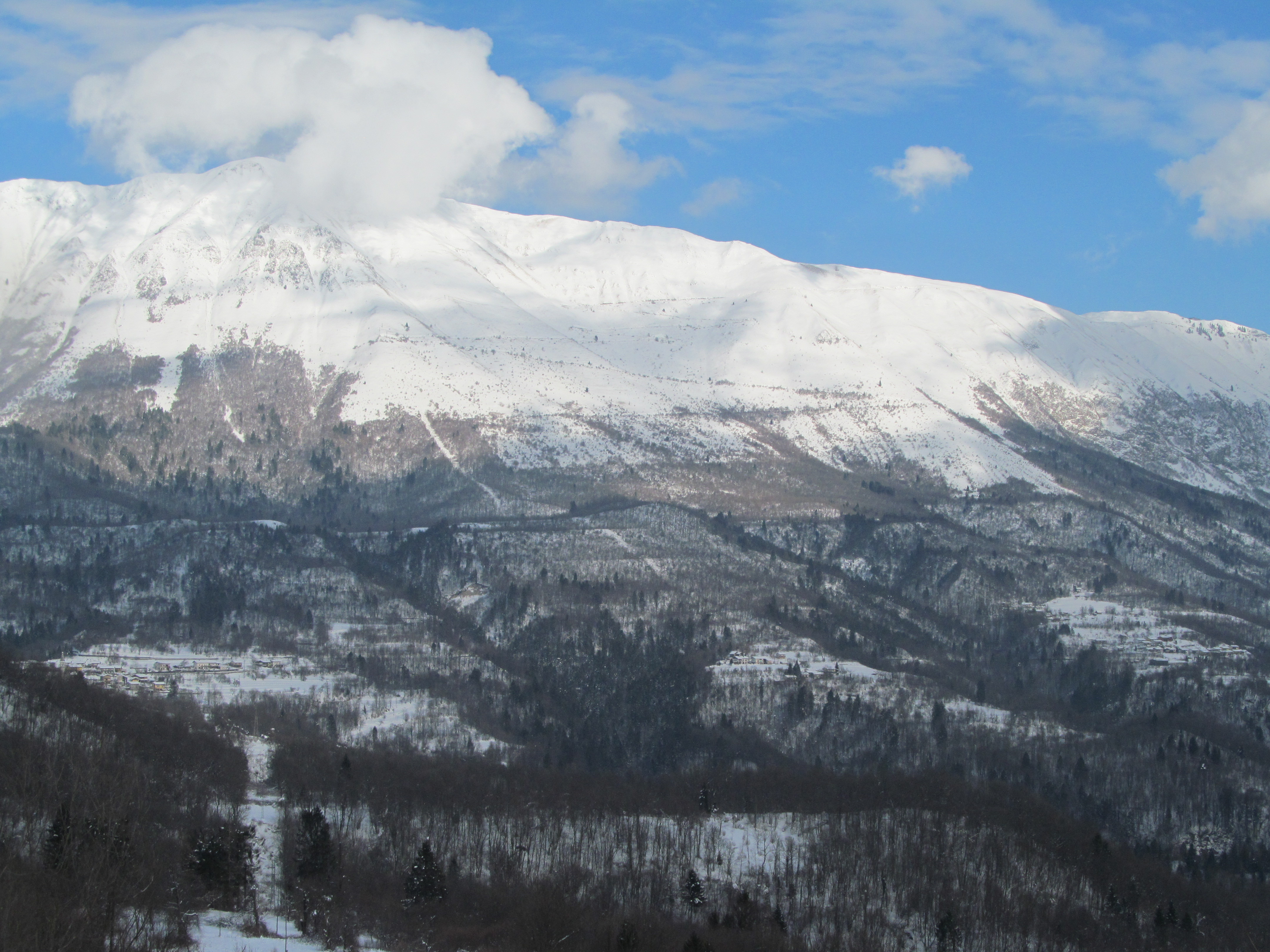
Monte Stol

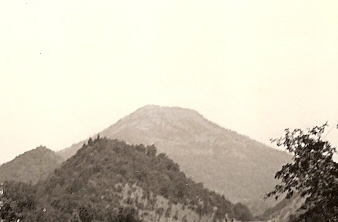
Monte Cum

Il territorio che fa parte delle Prealpi Giulie può quindi essere definito come quella zona montagnosa compresa tra i fiumi Tagliamento/Fella ed Isonzo e limitata a sud-ovest dalla pianura friulana e a nord-est dalla valle di Resia e dal torrente Uccea (Učja per la parte slovena). Le Prealpi stesse possono inoltre essere suddivise in prealpi del Torre (dal monte Plauris al Gran Monte), prealpi del Natisone (dal monte Stol al monte Cum) e prealpi dello Judrio (dal fiume omonimo all'Isonzo).
Le alture che caratterizzano la zona possono essere suddivise nella catena prealpina, dove si segnalano il monte Plauris (alto 1958 metri), i monti Musi (alti 1878 metri), il monte Lavara (alto 1907 metri), il monte Cuzzer (alto 1463 metri), il monte Chila (alto 1421 metri) ed il monte Guarda (alto 1760 metri), e negli altopiani e pendici pedemontane dove, tra le strette e selvagge gole dei fiumi presenti, si elevano il monte Matajur (alto 1643 metri), il monte Joanaz (alto 1167 metri), il monte Vogu (alto 1124 metri), il monte Mia (alto 1244 metri), il monte San Martino, il monte Cum e la catena del Colovrat. L'intera zona conta un basso numero di valichi con la Slovenia, quasi tutti interessati da strade tortuose che si inerpicano in valli strette per quanto spettacolari: il valico più importante è quello di Stupizza, ma si devono menzionare anche quelli di Uccea, di Platischis/Ponte Vittorio Emanuele, di Polava e del passo Solarie.
Sono bagnate dai seguenti fiumi e torrenti: il Fella, il Ledra, il Corno, il Cormor, il Cornappo, il Malina, il Torre, il Grivò, il Chiarò, il Pradolino, il Natisone, l'Alberone, il Cosizza, l'Erbezzo, lo Judrio e l'Isonzo . La zona, caratterizzata da idrografia di natura prevalentemente carsica, presenta numerose grotte, tra le quali occorre ricordare quelle di Verdonza, di Villanova (sviluppo di oltre 7000 metri), di Vigant-Pre Oreak (presso Nimis lunga 1870 metri), di San Giovanni d'Antro (presso Antro lunga 4500 metri), di Bazin (presso Paciuch lunga 529 metri), la Ta Pot Čelan Jama (presso Tercimonte lunga 250 metri), la Star Čedad (presso San Leonardo lunga 1300 metri) e la Velika Jama (presso Blasin, lunga solo 32 metri ma importante per la scoperta, in loco, dei resti di Ursus Speleus e di numerosi manufatti del neolitico).

### Classificazione
Secondo la Partizione delle Alpi, le Prealpi Giulie sono un gruppo della sezione denominata Prealpi Trivenete.
- Grande parte = Alpi Orientali
- Sezione = Prealpi Trivenete
- Gruppo = Prealpi Giulie
- codice = 21f

Secondo la Suddivisione Orografica Internazionale Unificata del Sistema Alpino (SOIUSA) le Prealpi Giulie, insieme alle Alpi Giulie, formano una sezione delle Alpi Sud-orientali. La SOIUSA inoltre attribuisce alle Prealpi Giulie la seguente classificazione:
- Grande parte = Alpi Orientali
- Grande settore = Alpi Sud-orientali
- Sezione = Alpi e Prealpi Giulie
- Sottosezione = Prealpi Giulie
- Codice = II/C-34.II

L'AVE definisce come Alpi Giulie il 58 gruppo delle Alpi Orientali e ne indica un'estensione paragonabile alle Alpi Giulie, Prealpi Giulie e Prealpi Slovene occidentali della SOIUSA.

### Suddivisione
In accordo con le definizioni della SOIUSA le Prealpi Giulie si suddividono in due supergruppi e quattro gruppi:
- Prealpi Giulie Settentrionali (A)[5]
  - Gruppo Plauris-Musi (A.1)
  - Gruppo Chiampon-Stol (A.2)
- Prealpi Giulie Meridionali (B)[6]
  - Gruppo Mia-Ioanaz (B.3)
  - Gruppo del Matajur (B.4)

## Storia

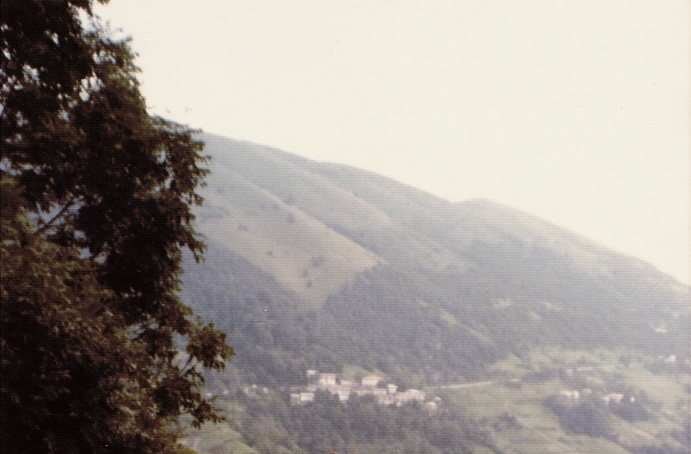
Monte Colovrat

Le alture delle Prealpi Giulie furono interessate, nel corso della prima guerra mondiale, dalle operazioni militari contro l'esercito austroungarico fin dalle prime fasi del conflitto. Infatti presso il valico di Passo Solarie cadde, sotto il fuoco nemico, Riccardo Giusto, il primo soldato italiano morto nel corso del conflitto. Sulle Prealpi Giulie vennero realizzate le opere difensive delle linee arretrate della 2ª Armata. 
La prima linea di difesa, detta d'Armata, passava sui monti Guarda, Musi, Stol, Kuk, Colovrat fino al monte Fortin e proteggeva le vie di comunicazione tra la vallata dell'Isonzo e la pianura friulana nel caso di ritirata dei reparti combattenti sulle linee avanzate. 
Altre linee, più arretrate, completavano lo schieramento difensivo delle valli del Natisone, del Rieka e dello Judrio ed interessavano le cime del Matajur, del monte San Martino, monte Cum, monte Spik, Castelmonte, monte Brischis e monte San Biagio. La zona entrò tragicamente nella storia nel corso della battaglia di Caporetto che vide la disfatta delle truppe italiane e l'invasione delle vallate e della pianura friulana da parte degli austroungarici.

## Ambiente

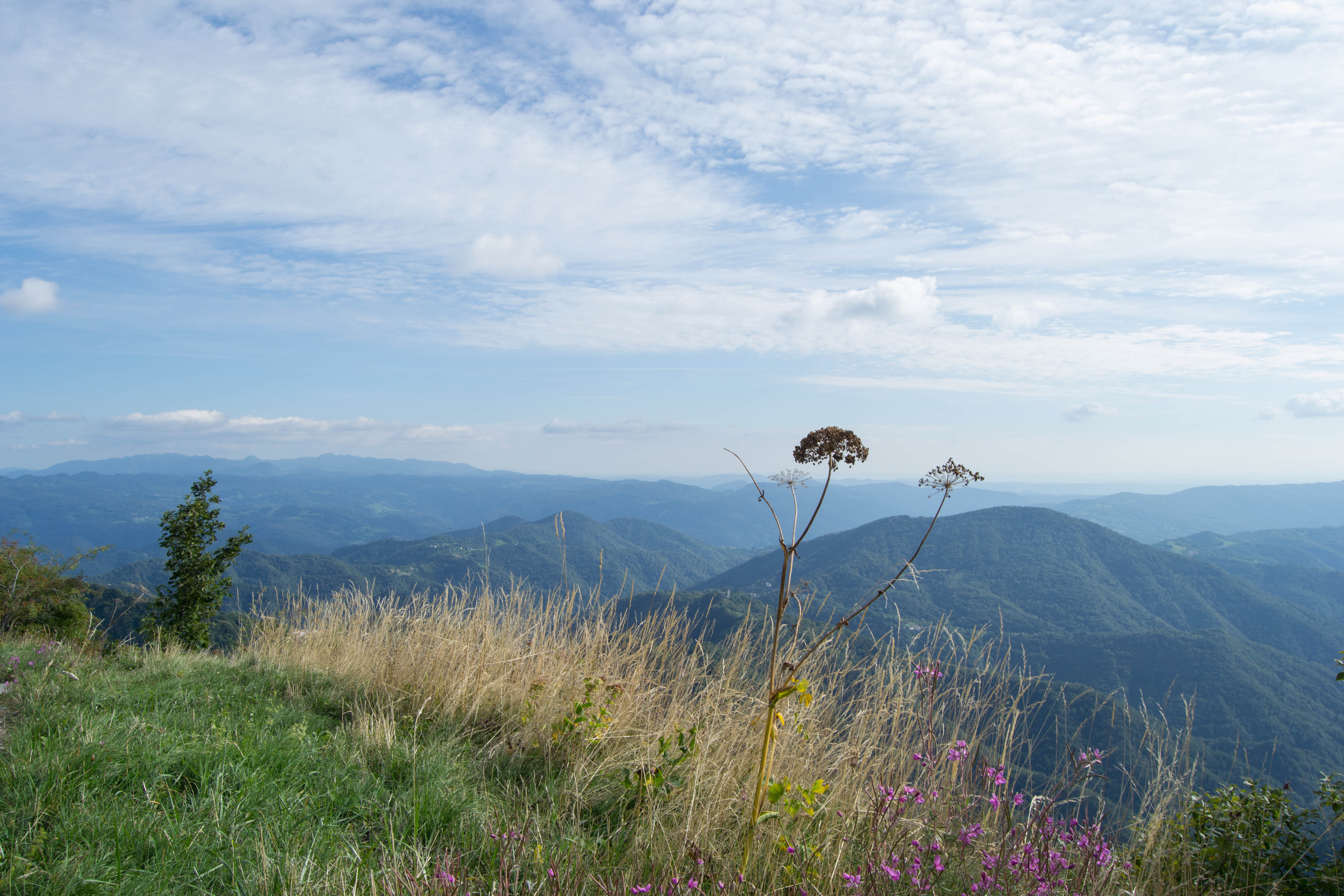
Monte Colovrat

### Parchi regionali
Nella zona è stato istituito, nel 1996, il Parco Naturale delle Prealpi Giulie che ha una superficie di circa 10.000 ettari ed interessa i comuni di Chiusaforte, Lusevera, Moggio Udinese, Resia, Resiutta e Venzone. Il territorio delle Prealpi Giulie compreso nel parco riguarda la catena del monte Cochiaze - monte Guarda, del monte Plauris, del monte Lavara e dei monti Musi.

### Rifugi
Nel Parco Naturale sono presenti i seguenti rifugi:
- Ricovero alpino Rio Nero Casera a 865 m s.l.m.[7];
- Ricovero alpino Borgo Miniera a 966 m s.l.m.[8];
- Ricovero alpino Marsinska Planina a 1401 m s.l.m.[9];
- Ricovero alpino Montemaggiore-Gran Monte a 1648 m s.l.m.[10];
- Ricovero alpino Bellina Dino a 1405 m s.l.m.[11];
- Rocovero Casera Nischiuarch a 1180 m s.l.m.[12]

Nel resto del territorio sono allocati:
- Bivacco Zanuso Giuseppe a 1116 m s.l.m.[13];
- Bivacco Brollo Dino a 1676 m s.l.m.[14];
- Ricovero alpino Pischiutti Elio a 1336 m s.l.m.[15];
- Ricovero alpino Franz Elio a 1008 m s.l.m.[16];
- Rifugio Dom na Matajure a 1554 m s.l.m.[17];
- Rifugio Solarie a 970 m s.l.m.[18];
- Rifugio Pelizzo Guglielmo a 1320 m s.l.m.[19].

### Sentieri
Nel comprensorio delle Prealpi Giulie sono presenti 70 sentieri CAI che consentono una fruizione in sicurezza del territorio